# Ninja Gaiden Dragon Sword
Ninja Gaiden Dragon Sword és un videojoc publicat per la Nintendo DS en què surt el Dragon Ninja, Ryu Hayabusa com a protagonista principal. El joc és el primer títol en sistema portàtil de la sèrie creada per Team Ninja. Aquest títol d'acció-aventura està presentat en 3a persona, amb perfil tipus pseudo-3D, deixant tots els models del videojoc en 3D, però el món que explora el jugador està prerenderitzat. Quan es juga, la Nintendo DS s'utilitza de manera igual, com a Hotel Dusk: Room 215 i Brain Age: Train Your Brain in Minutes a Day. La pantalla de l'esquerra es mostra el mapa de l'àrea, mentre que el dret és amb el que es juga, quan s'utilitza amb el mode de jugar amb el dret, i llavors al revés quan es juga amb el dret.
Després de sis mesos de l'últim Ninja Gaiden en la Microsoft Xbox i Playstation 3, Ryu Hayabusa ha reconstruït Hayabusa Village. Quan els poblatans, en kunoichi, Momiji, són raptats pel Black Spider Ninja Clan, està forçat a rescatar-los, mentre es descobreixen els secrets rere el Dark Dragonstones i la seva relació amb el Linatge Dragó.